# Wally Kane
Walter „Wally“ Kane (* 1933 oder 1934 in Brooklyn; † 31. Mai 2021 in Albany) war ein US-amerikanischer Jazz- und Studiomusiker (Saxophone, Klarinette). Unter anderem war er 40 Jahre lang an der Musik der „Sesamstraße“ beteiligt.

## Leben und Wirken
Wally Kane wurde in Brooklyn geboren und wuchs in Ridgewood, Queens, auf, wo er mit sechs Jahren die Trommelpfeife bei Straßenumzügen spielte. In seiner späteren Karriere arbeitete er als Musiker. Zu seinen Instrumenten gehörten Klarinetten, Flöten, Saxophone, Fagott und Blockflöten. Mit 19 Jahren tourte er mit dem Sauter-Finegan Orchestra, mit dem 1953 erste Aufnahmen entstanden, und die Bandleader Eddie Sauter und Bill Finegan blieben für den Rest seines Lebens seine Mentoren. Er tourte außerdem mit Ballet USA und „West Side Story“ durch die USA und Europa. Ferner arbeitete er in Broadway-Shows (zuletzt in Girl Crazy, 1990), in TV-Shows von Barbra Streisand, in der Kraft Music Hall und als Mitglied der Studioband der Tonight Show. Kane war des Weiteren der Baritonsaxophonist des 1959 gegründeten New York Saxophone Quartet, dessen Tourneen ihn nach Europa und in den Osten führten.
Von den 1960er- bis 1980er-Jahre war Kane Begleitmusiker bei Musikaufnahmen in New York, mit Künstlern wie Frank Sinatra, Igor Stravinsky, Stan Getz, Liza Minnelli, Leonard Bernstein, Bill Evans, Eddie Daniels, Roberta Flack, Billy Joel, Tony Bennett, Grover Washington Jr., Joni Mitchell, Moondog, Hubert Laws, Paul McCandless, The Manhattan Transfer und Steely Dan. Er trat auch mit dem New York Philharmonic Orchestra, dem NYC Ballet und in der Carnegie Hall auf. Im Bereich des Jazz war er laut Tom Lord zwischen 1953 und 1990 an 106 Aufnahmesessions beteiligt, außer dem bereits Genannten auch mit Gunther Schullers Orchestra U. S. A., in der Quincy Jones Big Band, Modern Jazz Quartet, Wes Montgomery, Doc Severinsen, Kai Winding, Cal Tjader, Grady Tate, Carmen McRae, Freddie Hubbard, Gerry Mulligan,  Eumir Deodato, Ron Carter, Jay Hoggard, Stanley Turrentine, Bob James, Vince Mendoza, Helen Merrill und Lena Horne.  Zuletzt lebte er in Port Washington, New York. Kane starb an der Folgen der Alzheimer-Erkrankung.

## Diskographische Hinweise
- The New York Saxophone Quartet (Stash, 1980), mit Ray Beckenstein, Dennis Anderson, Billy Kerr
- The New York Saxophone Quartet: An American Experience (Stash, 1982) dito, des Weiteren mit Remo Palmieri, George Duvivier, Louie Bellson